# Hortonville (Nueva York)
Hortonville es un lugar designado por el censo ubicado en el condado de Sullivan en el estado estadounidense de Nueva York. En el año 2010 tenía una población de 218 habitantes.

## Geografía
Hortonville se encuentra ubicado en las coordenadas 41°45′58.09″N 75°1′19.34″O / 41.7661361, -75.0220389.